# Michiel Bothma
Michiel F. Bothma (Pretoria, 13 maart 1973) is een professional golfer uit Zuid-Afrika.
Bothma werd in 1993 professional en speelde de eerste jaren alleen op de Sunshine Tour. Hij heeft daar onder meer twee keer het PGA Kampioenschap gewonnen.
In 2011 behaalde hij voor het eerst een overwinning op de Europese Challenge Tour.

## Gewonnen
Sunshine Tour
- 2002: Telkom PGA Championship
- 2007: Telkom PGA Pro-Am
- 2010: Telkom PGA Championship, SAA Pro-Am Invitational

Challenge Tour
- 2011: Barclays Kenya Open (-14)